# Бутирски район
Бутирски район (на руски: Бутырский район) е административен район, разположен в Североизточен окръг в Москва. Общата му площ е 5.04 км2. Според преброяването през 2010 г. населението му е 68 654 души.